# Alejo Sierra
Alejo Sierra (¿Alfaro?, 1779 - El Burgo de Osma, 28 de septiembre de 1851) fue un compositor y maestro de capilla español.

## Vida
Su nacimiento en Alfaro, actualmente en La Rioja (España), no es seguro y el musicólogo Xoán M. Carreira afirma que es «de origen aragonés», a pesar de confirmar su nacimiento en Alfaro. Su formación musical fue con los infantes de la capilla de música de la Catedral de Zaragoza, donde debió estudiar con el maestro Francisco Javier García Fajer.
Las primeras noticias que se tienen de él son de 1800, de su participación en las oposiciones a la organistía de la Catedral de Calahorra, que en ese momento conllevaba el cargo de maestro de capilla. El 5 de noviembre se enfrentó a Francisco Secanilla, maestro de capilla de la Colegiata de Alfaro; Julián Gil López, infante de la Catedral de Sigüenza; Manuel Ibeas; Francisco Gibert, maestro de la Catedral de Tarazona; Felipe Teixidor, maestro de la Catedral de Albarracín; y Babil Iturralde, maestro de la Colegiata de Calatayud. Sierra no tuvo éxito, ya que el cargo fue para Secanilla.
Sin embargo, el magisterio de la Colegiata de Alfaro quedaba ahora vacante, tras la partida de Secanilla. Sierra fue nombrado maestro de capilla en Alfaro el 22 de diciembre de 1800, con presbítero racionero. Cuatro años más tarde, el 3 de octubre de 1804, se le concedió la plaza de organista, a la que renunció dos días más tarde, quedándose con el magisterio. Se nombró organista a Pedro Mendiola.
En 1827 fue nombrado maestro de capilla de la Catedral de El Burgo de Osma sin oposición, «en atención a sus buenas cualidades y circunstancias», ya que el cargo había quedado vacante tras el fallecimiento del maestro Bernardo Andrés Pérez Gutiérrez. Sin embargo renunció al cargo a los pocos días sin tomar posesión del cargo y el magisterio fue entregado a Miguel Hilarión Eslava.
Eslava solo permaneció cuatro años en Osma, partiendo a la Catedral de Sevilla en 1832. La vacante fue ocupada por Sierra, que había solicitado en cargo en un memorial del 30 de abril. Fue nombrado el 1 de junio de ese año, por «haber estado ya agraciado el suplicante con este magisterio y constar a la mayor parte de los señores del Cabildo su idoneidad y demás cualidades necesarias». En la metropolitana burguense actualizó el archivo musical y se ocupó especialmente del colegio de infantes y los niños cantores. Su magisterio en El Burgo pasó sin mayores incidencias.
En 1834 la capilla de música estaba formada por los siguientes músicos:
- Maestro de capilla: Alejo Sierra.
- Organista 1.º: Francisco Pérez Alonso.
- Organista 2.º: Joaquín Bargas.
- Sochantre: Manuel Martínez.
- Salmistas: Tomás de Tomás, Manuel de la Cruz y Pablo Rodilla.
- Tenor: Francisco Pascual.
- Contralto 1.º: Benito Pérez.
- Contralto 2.º: Juan José Romano.
- Primer Violín: Ignacio Martínez.
- Segundo Violin: Lorenzo García.
- Niños de Coro: Fernando de la Fuente, Juan Justo, Fermín Justo, Martín Calvo, Francisco Alonso, Santos Rosas.

También mantuvo un estrecho intercambio con el maestro Martinchique de la Catedral de Valladolid. A partir de 1847 comienzan las noticias de las enfermedades del maestro. Padeció varias veces fiebres tercianas, que le llevaron a ausentarse del cargo en diversas ocasiones para tomar baños y curas. Sierra ocuparía el cargo hasta su fallecimiento en El Burgo de Osma, el 28 de septiembre de 1851. Tras su fallecimiento el cargo quedaría vacante hasta 1912 debido a la profunda crisis económica que pasaba la Iglesia.

## Obra
Se conservan numerosas obras suyas en la Colegiata de Alfaro, datadas en el primer cuatro del siglo XIX. También se conservan composiciones en el archivo de las catedrales de Zaragoza y en las colegiatas de Calatayud. Pero la mayoría de su obra se encuentra en El Burgo de Osma, donde se conservan varias obras religiosas: dos misas, unos Kyries y Gloria, y un Credo; 16 salmos, un magníficat, siete lamentaciones de Semana Santa, 27 motetes al Santísimo; cuatro obras varias en latín; 38 villancicos de Navidad, tres de Reyes, doce al Santísimo, doce a la Virgen, cinco a San Pedro de Osma, tres obras varias en español y numerosas otras que parecen suyas aunque no están firmadas.